# Hyundai Santamo
Hyundai Santamo – samochód osobowy typu minivan klasy średniej produkowany pod południowokoreańską marką Hyundai w latach 1996 – 2002.

## Historia i opis modelu

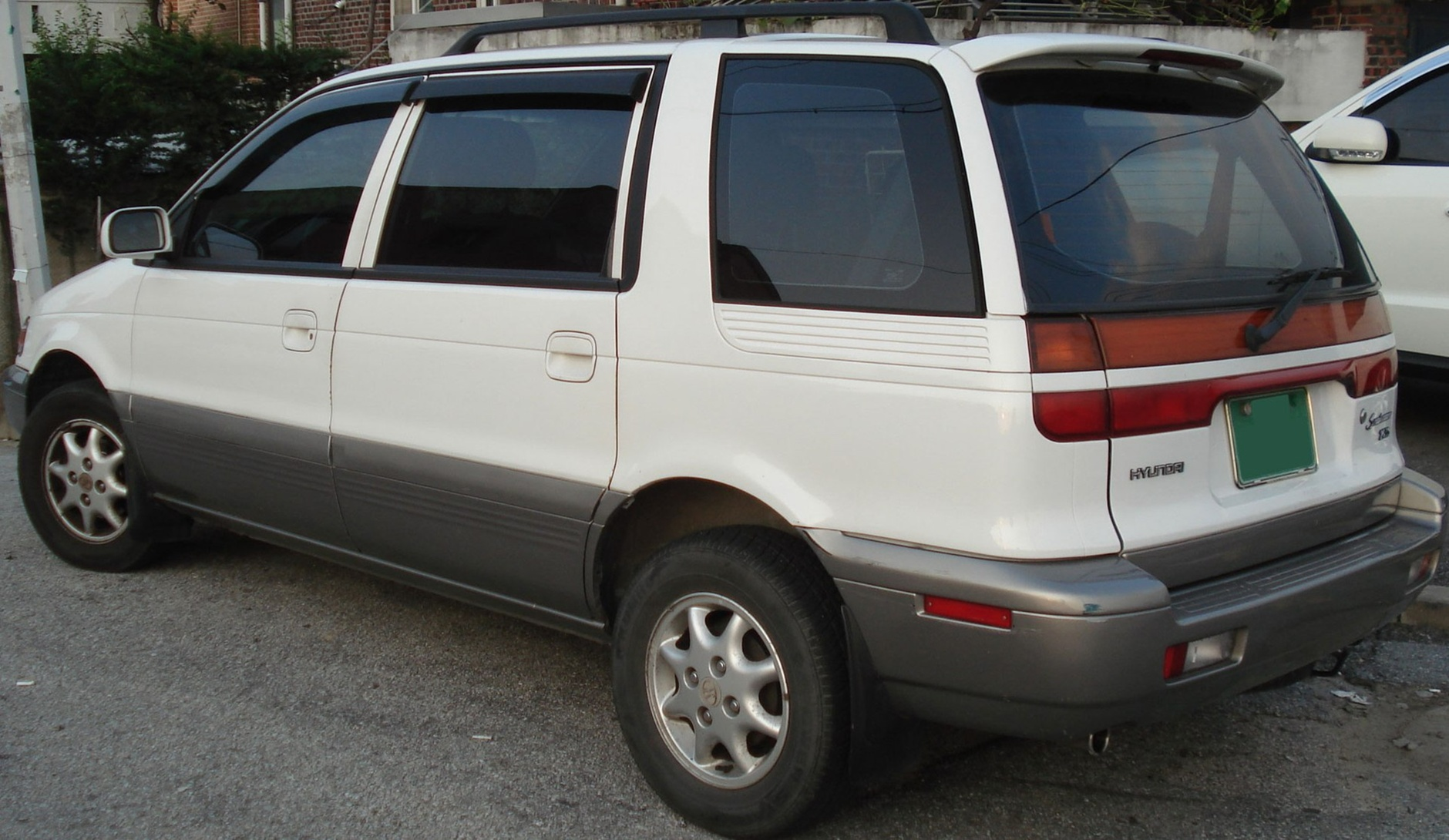
Hyundai Santamo - tył

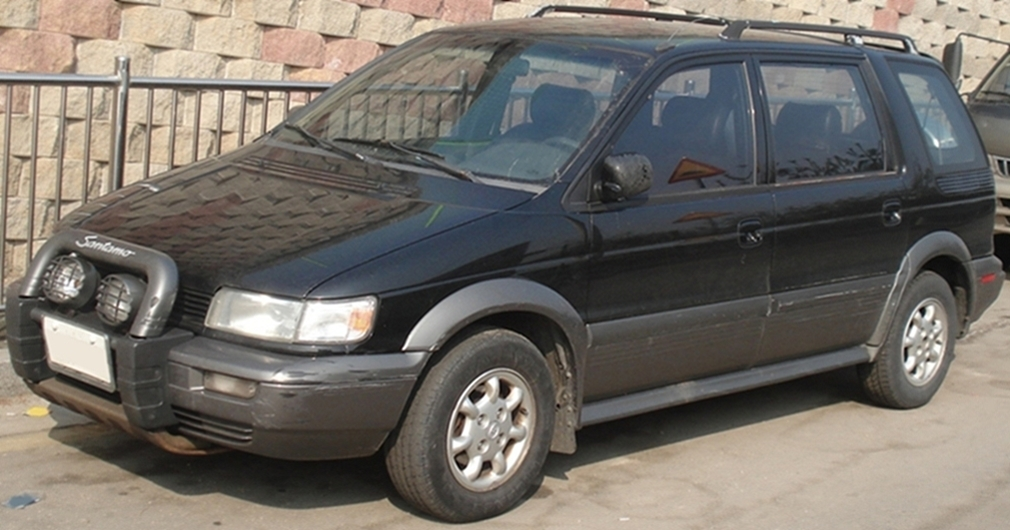
Hyundai Santamo Plus

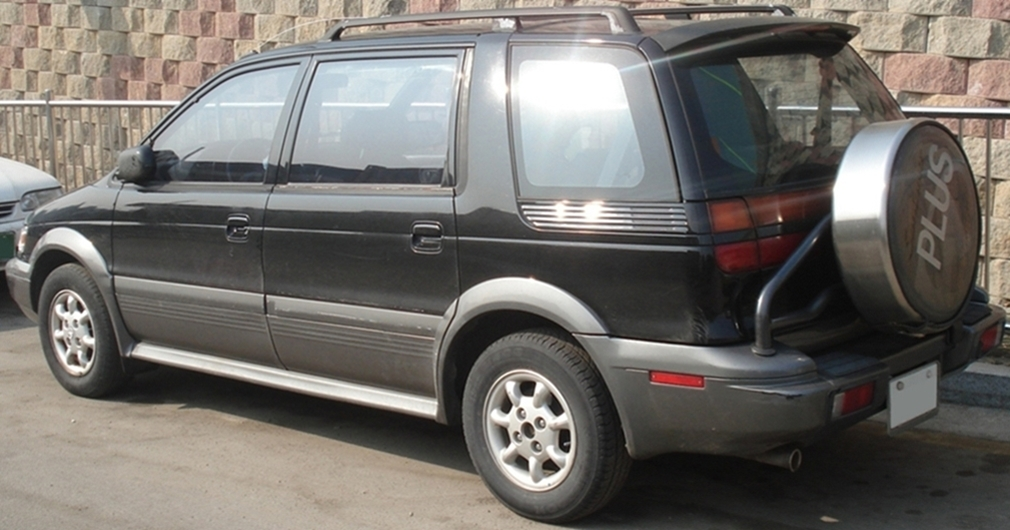
Hyundai Santamo Plus - tył

W połowie lat 90. XX wieku Hyundai w ramach współpracy, w jakiej znajdował się wówczas z japońskim Mitsubishi, zakupił licencję na zbudowanie bliźniaczego modelu względem minivana Space Wagon. W efekcie powstał Hyundai Santamo, odróżniający się od niego jedynie innymi oznaczeniami producenta. Produkcją pojazdu zajmowała się odrębna spółka konglomeratu Hyundai Motor Group - Hyundai Precision & Industries Limited.
Gama jednostek napędowych została zapożyczona od Mitsubishi, składając się z dwóch silników benzynowych o mocy 138 lub 139 KM, z czego minimalnie mocniejsza jednostka dostępna była tylko z napędem AWD.
Poza podstawowym wariantem Santamo, producent oferował także swojego minivana w wariancie Santamo Plus nawiązującym stylizacją do samochodów terenowych kołem na klapie bagażnika, a także imitacją orurowania oraz nakładek na progi i zderzaki.

### Sprzedaż
Poza rodzimą Koreą Południową, Hyundai Santamo dostępny był w sprzedaży także na rynkach Europy Zachodniej. Ponadto, samochód oferowano pod marką Galloper jako Galloper Santamo w Hiszpanii i krajach Ameryki Południowej.

### Silniki
- L4 2.0l
- L4 2.3l